# 接入点名称
接入点名称（英語：APN, Access Point Name），是GPRS等移动网络和另一个计算机网络（通常来说是互联网）之间的网关的名称，用以定義移动设备上所有移动数据連線的網路路徑。
移动设备必须设置了运营商提供的接入点名称才能建立数据连接。运营商会使用这个名称区别将要建立的网络连接的类型，例如将要给无线设备分配何种IP地址，又或者是将要采用何种安全方式，还有是否或如何连接到某些私有的客户网络。
更确切的说，接入点名称点明了一个移动数据用户想使用何种PDN通讯。除此以外，接入点名称也可以用于定义PDN提供的服务类型（例如连接到WAP服务器、多媒體訊息服务（MMS））。APN已用于3GPP数据访问网络，例如GPRS、EPC等。

## 接入点名称结构

接入点节点结构

如图所示，一个结构化的接入点名称由两部分组成。
- 网络标识符: 定义连接何 Gateway GPRS Support Node（GGSN）的外部网络。不过，这也可以包含用户请求的协议。这个部分必须存在。
- 运营商标识符: Defines the specific operator's packet domain network in which the GGSN is located. This part of the APN is optional. The MCC is the Mobile Country Code and the MNC is the Mobile Network Code which together uniquely identify a mobile network operator [3].

接入点名称的例子:
- internet.t-mobile
- internet.mnc012.mcc345.gprs
- internet （注意：这个不包含运营商标识符）
- prepaid internet （注意：这个不包含运营商标识符还有个空格）
- CMNET
- CMWAP
- UNINET
- UNIWAP